# Ugo Mioni
Ugo Mioni (Trieste, 16 agosto 1870 – Montepulciano, 10 febbraio 1935) è stato un presbitero e scrittore italiano.
Prolifico scrittore, fu autore di oltre 400 opere fra opuscoli, articoli e volumi a stampa. Una parte consistente di essi è rappresentata da romanzi d'avventure, molti dei quali pensati per un pubblico di adolescenti, vagamente sul modello della narrativa di Verne e Salgari. 

## Biografia
Nacque a Trieste nel 1870, secondogenito di cinque figli, da Maria Sbrovazzi e Ferdinando Mioni. Dopo aver frequentato il ginnasio statale, compì studi teologici nel Seminario Centrale di Gorizia e successivamente conseguì la laurea in filosofia e sacra teologia alla Pontificia Università Gregoriana di Roma. Fu ordinato nel 1893 e nominato cooperatore in una parrocchia cittadina, dove lavorò soprattutto in campo giovanile. Nel 1903 iniziò ad insegnare come catechista nella Scuola Reale di Trieste. In seguito all'incontro con Maria Teresa Ledochowska, si dedicò con particolare entusiasmo al sostegno delle missioni.
Dal 1895 al 1904 curò l'edizione italiana dell'Echo d'Afrique. Nel 1921 pubblicò un Manuale di missionologia. Si interessò anche di lotta allo schiavismo. Attivo nel movimento cattolico triestino, fu socio di vari circoli, e fondatore nel 1895 del settimanale L'amico (dal 1912 al 1918 Unione, poi Voce del Popolo, dal 1920 Vita nuova, attuale settimanale della diocesi di Trieste). Nel 1918, diventato terziario domenicano, lasciò Trieste alla volta di Alba, dove fu a contatto dei Paolini. Successivamente fu a Pisa, docente del locale seminario. Negli ultimi anni della sua vita vestì il saio domenicano.
Il suo Manuale di sociologia, pubblicato nel 1932, fu criticato dalla stessa Civiltà Cattolica, la rivista dei gesuiti, per le sue posizioni alquanto retrive.
Morì a Montepulciano il 10 febbraio 1935. La città natale ha intitolato al suo nome un largo cittadino.

## Opere (parziale)
- Nelle terre dei faraoni. Romanzo illustrato, Genova, Tipografia della gioventù, 1896.
- Il mio pellegrinaggio alla Mecca. Viaggi ed avventure, Trento, Tipografia ed. Artigianelli, 1896
- Il Rinnegato, Libreria Salesiana San Giovanni evangelista, Torino, 1898
- Nelle Montagne rocciose, Libreria Salesiana San Giovanni evangelista, Torino, 1899
- Il Mahdi. Romanzo orientale contemporaneo, Roma, Tip. Vaticana, 1899.
- I figli della Luna, Libreria Salesiana San Giovanni evangelista, Torino, 1900
- Una battaglia nel deserto, Genova, Donath A. editore, 1900
- Il genio del re di Birma, Libreria Salesiana San Giovanni evangelista, Torino, 1900
- Nel Regno dell'elefante bianco, Speirani e Figli, Torino, 1902
- Da Oceano a Oceano. Collana di avventure, Torino, Tip. Salesiana, 1902.
- Il Principe dell'Himalaja ossia I figli dell'odio - Avventure, Torino, Tip. S. Giuseppe degli Artigianelli, 1903
- Alla scoperta della Terra - Bizzarria, Torino, Libreria Salesiana San Giovanni Evangelista, 1903.
- Nella Jungla - Avventure, Torino, Libreria Salesiana San Giovanni Evangelista, 1903.
- I prigionieri della Tripolitania - Avventure, Libreria Salesiana San Giovanni evangelista, Torino 1904.
- Il principe del Petrolio, Torino, Ufficio delle Letture Cattoliche, 1905.
- Le stragi di Armenia. Avventure illustrate, Torino, G. Speirani, 1905.
- Verso l'eclissi. Avventure illustrate, Genova, Tipografia della gioventù, 1907
- Aurora Nascente. Romanzo storico Brescia, Tipografia e Libreria editrice Queriniana, 1911
- Colà, dove venne piantata la Croce, Pavia, Tipografia Artigianelli, 1912
- La via delle nozze. Romanzo, Brescia, Tipografia e Libreria editrice Queriniana, 1914.
- Verso La Parusia, Monza, Tipografia Artigianelli, 1915.
- Hassan Mirza e la sua felicità. Milano, Casa editrice PRO FAMILIA, 1921.
- Pampano di vite. Romanzo cinese, Alba, Scuola tipografica editrice, 1922.
- Attraverso l'America del Sud  - vol. II - Los Andes, Torino, Libreria S. Giuseppe Artigianelli, 1922
- La rosa del Fanar. Avventure, Monza, Libreria S. Giuseppe Artigianelli, 1922
- La Terra Verde. Avventure, Monza, Libreria S. Giuseppe Artigianelli, 1922.
- L'ultimo indiano. Avventure, Monza, Libreria S. Giuseppe Artigianelli, 1922.
- Nei monti del Diavolo. Avventure, Monza, Libreria S. Giuseppe Artigianelli, 1922.
- La Spedizione di Tunisi, Alba, Scuola tipografica editrice, 1923.
- Nelle viscere del Carso, Alba, Scuola tipografica editrice, 1923.
- La giunca nera. Avventure cino-americane, Torino, SEI, 1929
- Manuale di sociologia, Torino, Marietti, 1932
- Sangue armeno, Torino, Marietti, 1933.
- Le iene del deserto. Avventure, Torino, Marietti, 1934
- La Miniera distrutta. Storia di un ragazzo per ragazzi ed adulti, Torino, Marietti, 1934
- Le romantiche avventure di Geo Balilla in tre mondi. Trilogia, Torino, Marietti, 1935 (Geo Balilla in Cina. Le grandi avventure di un piccolo uomo; Geo Balilla in Australia. Le grandi avventure di un piccolo uomo; Geo Balilla in America. Le grandi avventure di un piccolo uomo)
- Tutto per l'oro. Romanzo moderno, Pia Società San Paolo, Alba, 1937
- Eliud ed Ebu. Romanzo egiziano, Alba, Pia società s. Paolo, 1937
- Matiru re delle Pelli Rosse. Avventure, Milano, Vallardi, 1941